# Odomez
Odomez település Franciaországban, Nord megyében. Lakosainak száma 936 fő (2022. január 1.). Odomez Hergnies, Vieux-Condé, Bruille-Saint-Amand, Escautpont és Fresnes-sur-Escaut községekkel határos.

## Népesség
A település népességének változása:
| Lakosok száma | 927  | 935  | 944  | 936  | 930  | 924  | 918  | 927  | 936  |
|               | 2013 | 2015 | 2016 | 2017 | 2018 | 2019 | 2020 | 2021 | 2022 |